# Sedam
Sedam é um cidade no distrito de Gulbarga, no estado indiano de Karnataka.

## Demografia
Segundo o censo de 2001, Sedam tinha uma população de 31 529 habitantes. Os indivíduos do sexo masculino constituem 51% da população e os do sexo feminino 49%. Sedam tem uma taxa de literacia de 58%, inferior à média nacional de 59,5%: a literacia no sexo masculino é de 66% e no sexo feminino é de 49%. Em Sedam, 16% da população está abaixo dos 6 anos de idade.